# آرثر هيلر
آرثر هيلر (بالإنجليزية: Arthur Hiller)‏‏ (13 نوفمبر 1923 - 17 أغسطس 2016)، هو مخرج ومقدم تلفزيوني كندي أمريكي بدأ نشاطه سنة 1955. قام بإخراج 33 فيلم خلال مسيرته التي استمرت 50 عاماً. كما أنه من الفائزين بجائزة غولدن غلوب.

## الأعمال
- قصة حب
- المشفى

## وصلات خارجية
- آرثر هيلر على موقع IMDb (الإنجليزية)
- آرثر هيلر على موقع الموسوعة البريطانية (الإنجليزية)
- آرثر هيلر على موقع روتن توميتوز (الإنجليزية)
- آرثر هيلر على موقع ألو سيني (الفرنسية)
- آرثر هيلر على موقع تيرنر كلاسيك موفيز (الإنجليزية)
- آرثر هيلر على موقع أول موفي (الإنجليزية)
- آرثر هيلر على موقع قاعدة بيانات الأفلام السويدية (السويدية)
- آرثر هيلر على موقع إن إن دي بي (الإنجليزية)
- آرثر هيلر على موقع ديسكوغز (الإنجليزية)
- آرثر هيلر على موقع قاعدة بيانات الفيلم (الإنجليزية)